# Pycnogonum indicum
Pycnogonum indicum är en havsspindelart som beskrevs av Raj, B. Sundara 1930. Pycnogonum indicum ingår i släktet Pycnogonum och familjen Pycnogonidae. Inga underarter finns listade i Catalogue of Life.